# Joan Abril i Guanyabens
Joan Abril i Guanyabens (Mataró, abril de 1852 - Tortosa, juliol de 1939) fou un arquitecte mataroní, titulat el 1879, instal·lat a Tortosa. A més a més conreà l'arqueologia, el periodisme, el dibuix i fins i tot la pintura com a simple afeccionat.

## Biografia
Fou arquitecte municipal de Tortosa durant 4 etapes entre el març de 1882 i el juny de 1901 i el principal fundador el 1900 del museu de la ciutat, conegut com a Museu de la Ilercavònia on anaven a parar les troballes arqueològiques que es feien. Participà en la construcció del Mercat Públic (inaugurat el setembre de 1887) al costat de l'arquitecte Joan Torras i Guardiola i en el disseny dels eixamples de la ciutat i de l'actual parc municipal Teodor González (enfront d'aquesta gran zona verda es troba la seva antiga casa). Sens dubte és un dels arquitectes històrics més coneguts de la ciutat de Tortosa, juntament amb Pau Monguió i Segura, tot i que la seva obra és més aviat classicista que no pas modernista. Joan Abril fou substituït per primera vegada en el seu càrrec municipal per l'arquitecte tortosí Víctor Beltri i Roqueta (1887-1890).
Durant molts anys, fins a juliol 1926, també va ser l'arquitecte del bisbat de Tortosa, redactant diferents projectes de restauracions arreu del territori diocesà així com treballs per a la Catedral i el Palau episcopal gòtic de Tortosa, el projecte per al campanar de Xerta l'any 1910, el convent de les Mínimes a Móra d'Ebre (1894), etc. Com a arquitecte diocesà bastí el Temple de la Reparació (1903 benedicció; carrer de la Mercè) i la imponent església del Roser (1914) al barri de Ferreries.
Va ser fundador del setmanari regionalista La Veu de la Comarca (després quinzenal) des del qual va reeditar en fascicles setmanals l'edició de Fidel Fita de l'obra Los Col·loquis de la insigne ciutat de Tortosa (durant els anys 1906-1908) i va editar el 1905 les Reflecciones sobre los diálogos de Despuig d'Antoni Gil de Federich. Existeixen exemplars d'aquesta publicació editada entre 1903 i 1909 a les hemeroteques de la Biblioteca Marcel·lí Domingo de Tortosa i de l'Arxiu Comarcal del Baix Ebre.
Malalt de diabetis, gràcies als seus esforços es va començar a conrear la soia a Espanya (en aquella època Europa la importava principalment de Manxuria; el 1888 es va començar a cultivar als Estats Units). El 1918 publicà al periòdic barcelonès La Veu de Catalunya els espectaculars resultats del cultiu d'aquesta planta de la familia de les lleguminoses i els seus saludables efectes nutritius.
Un carrer de Tortosa, al barri perifèric del Grup del Temple, duu el seu nom en record i homenatge. La seva obra però resta per estudiar adequadament encara avui en dia.